# Daughters of Bilitis
A Daughters of Bilitis (DOB ou as Daughters) é a primeira organização para defesa dos direitos das lésbicas nos Estados Unidos. Foi formada em São Francisco, Califórnia, em 1955.

## História
Fundado pelo casal Martin e Lyon e outras seis mulheres lésbicas, o grupo surge como alternativa social aos bares lésbicos, considerados ilegais na altura.
O nome Daughters of Bilitis surge de "Songs of Bilitis", uma colecção de poesia erótico-sensual com temática lésbica do poeta francês Pierre Louÿs, sobre uma personagem, Bilitis, contemporânea de Safo na ilha grega de Lesbos.